# El Rosario (Colombia)
El Rosario è un comune della Colombia facente parte del dipartimento di Nariño.
Il centro abitato venne fondato da Concepcion, Vicente e José Ojeda com Mateo Ceron nel 1815, mentre l'istituzione del comune è del 1904.